# Zgornja Rečica
Zgornja Rečica – wieś w Słowenii, w gminie Laško. W 2018 roku liczyła 406 mieszkańców.